# Zawiercie
Zawiercie est une ville de Pologne située au sud du pays, dans la voïvodie de Silésie. Selon le recensement de 2006, la ville comptait 53 926 habitants.